# 下塔尔海姆
下塔尔海姆是奥地利上奥地利州弗克拉布鲁克县的一个市镇。总面积16平方公里，总人口1007人，人口密度62.9人/平方公里（2005年）。